# Amused to Death
Az Amused to Death Roger Waters harmadik szólóalbuma, amely 1992. szeptember 1-jén jelent meg.

## Áttekintés
Vélemények szerint ez Waters legjobb szóló munkája, és a társadalommal legkritikusabb albuma a The Wall óta. Központjában a televízió romboló hatása és a tömegmédia áll. Az albumot Neil Postman könyve, az Amusing Ourselves to Death inspirálta, amely szintén egy kritika a televízióról és kultúrájáról.

## Számok
1. "The Ballad of Bill Hubbard" – 4:19
2. "What God Wants, Part I" – 6:00
3. "Perfect Sense, Part I" – 4:16
4. "Perfect Sense, Part II" – 2:50
5. "The Bravery of Being Out of Range" – 4:43
6. "Late Home Tonight, Part I" – 4:00
7. "Late Home Tonight, Part II" – 2:13
8. "Too Much Rope" – 5:47
9. "What God Wants, Part II" – 3:41
10. "What God Wants, Part III" – 4:08
11. "Watching TV" – 6:07
12. "Three Wishes" – 6:50
13. "It's a Miracle" – 8:30
14. "Amused to Death" – 9:06

Az összes dalt Roger Waters szerezte.

## Közreműködők
- Roger Waters	 – szintetizátor, basszusgitár, gitár, ének
- Jeff Beck		 – gitár az alábbi számokban 1, 2, 11, 12, 13, és szóló a 10. és 14. számban
- Rita Coolidge	 – ének
- Don Henley		 – ének a 11-es számban
- Michael Kamen	 – hangszerelés, karmester
- John Patitucci	 – basszusgitár és gitár
- Andy Fairweather-Low – akusztikus gitár, gitár, ének
- Geoff Whitehorn	 – gitár
- National Philharmonic Orchestra
- Marv Albert	 – ének
- Charles Fleischer	 – ének
- P.P. Arnold – ének
- Graham Broad	 – ütős hangszerek és dob
- Luis Conte		 – ütős hangszerek
- John Bundrick – orgona
- Denny Fongheiser	 – dob
- Jeff Porcaro	 – dob
- B.J. Cole		 – steel gitár
- Bruce Gaitsch		 – gitár
- Rick DiFonzo		 – gitár
- James Johnson		 – basszusgitár
- Kenneth Bowen		 – karmester
- John Dupree		 – hangszerelés, karmester, húros hangszerelés
- Doreen Chanter	 – ének
- Linsey Fiddmont	 – ének
- N'Dea Davenport	 – ének
- Natalie Jackson	 – ének
- Jon Joyce		 – ének
- Katie Kisoon	 – ének
- Lynn Fiddmont		 – ének
- Jim Haas		 – ének
- Private William "Bill" Hubbard (1888-1917) – Eighth Battalion of the Royal Fusiliers, City of London Regiment; dedicatee
- Alfred Razzel – hang; Royal Fusiliers

## Listák
Album – UK
| Év   | Pozíció |
| ---- | ------- |
| 1992 | 8       |

Album – Billboard (Észak-Amerika)
| Év   | Lista             | Pozíció |
| ---- | ----------------- | ------- |
| 1992 | The Billboard 200 | 21      |

Kislemez – Billboard (Észak-Amerika)
| Év   | Dal                  | Lista                       | Pozíció |
| ---- | -------------------- | --------------------------- | ------- |
| 1992 | What God Wants Pt. 1 | Billboard's Mainstream Rock | 2       |